# 求電子付加反応

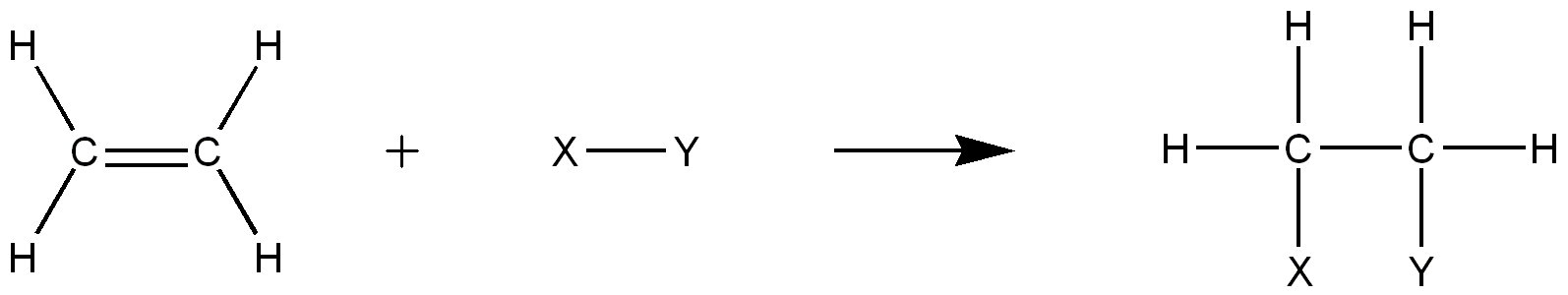
反応機構を省略した求電子付加反応

有機化学において 求電子付加反応（きゅうでんしふかはんのう、electrophilic addition）とは、付加反応の一つで、求電子剤の作用により化合物のπ結合が解裂し新たに2つの共有結合が生成する反応である。求電子付加反応の基質は二重結合か三重結合を持つ必要がある。
{\displaystyle {\ce {Y-Z + C=C -> Y-C-C-Z}}}
この反応の駆動力となるのは、不飽和C=C結合が求電子剤 Y+ とつくる共有結合 C-Y の形成である。Y 上の正電荷は炭素-炭素結合に移る。
段階1) {\displaystyle {\ce {{Y^{+}}+C=C->{Y-C-C^{+}}-}}}
求電子付加反応の段階2では正電荷を持つ中間体が、電子が豊富な Z と結合して2番目の共有結合を形成する。
段階2) {\displaystyle {\ce {{Y-C-C^{+}}-+{Z^{-}}->Y-C-C-Z}}}
段階2は、SN1反応に見られる求核攻撃過程と同じである。求電子剤と正電荷中間体の性質はいつも同じわけではなく、反応物質と反応条件に左右される。
炭素への非対称付加反応では、位置選択性は重要でありしばしばマルコフニコフ則によって決定されるが、ボラン誘導体の付加では逆マルコフニコフ則を与える。芳香族系への求電子攻撃では、付加反応より芳香族求電子置換反応の方が優先して起こる。

## 主な求電子付加反応
- ハロゲン付加反応 - X2
- ハロゲン化水素化 - HX
- 水和反応 - H2O
- 水素化 - H2
- オキシ水銀化 - 酢酸水銀(II)、水
- ヒドロホウ素化 - ジボラン
- プリンス反応 - ホルムアルデヒド、水